# Anton Denikin
Anton Ivanovitj Denikin (ryska: Анто́н Ива́нович Дени́кин), född 16 december 1872, död 8 augusti 1947, var en rysk general och en av ledarna i antibolsjevikiska vita gardet i det ryska inbördeskriget.
Denikin blev officer vid infanteriet 1892 och deltog som kompani- och bataljonschef i rysk-japanska kriget. Han blev överste 1905 och regementschef 1910. Under första världskriget befordrades Denikin snabbt till generallöjtnant och fick i maj 1917 befälet över västra fronten. Häktad av Aleksandr Kerenskij på hösten samma år lyckades han fly till Rostov och trädde under Michail Aleksejevs befäl. Efter Lavr Kornilovs död den 31 mars 1918 övertog han befälet över dennes armé och satte sig så småningom i besittning av större delen av Sydryssland. Under 1919 försökte han samverka med Aleksandr Koltjak men efter dennes nederlag i november samma år tvingades Denikin till återtåg. Hans armé råkade i upplösning och 4 april 1920 överlämnade han befälet till Pjotr Nikolajevisj Wrangel och begav sig till Storbritannien. Senare bodde han i Frankrike och USA, där han avled.
Denikin har författat The Russian Turmoil (1922) och The White Army (1930).

## Utmärkelser
- Sankt Stanislausorden, tredje klass,  1902
- Sankt Stanislausorden, andra klassen,  1904
- Sankt Annas orden, tredje klass med svärd och krans,  1904[9]
- Sankt Annas orden, andra klass med svärd,  1905[9]
- Sankt Vladimirs orden, fjärde klassen,  1909
- Minnesmedalj för 100-årminnet av 1812 års krig,  1912
- Medalj "till minne av huset Romanovs 300-årsdag",  1913
- Sankt Vladimirs orden, tredje klass,  1914
- Georgsorden, fjärde klass,  24 april 1915
- Georgsorden, tredje klass,  3 november 1915
- Guldsabel "för tapperhet",  10 november 1915[10]
- Croix de guerre 1914–1918,  1917
- Mikael den tappres orden,  1917
- Hedersmedborgare av det ryska kejsardömet
- Medalj för första Kubankampanjen,  1918
- Knight Commander av Bathorden,  1919
- Sankt Stanislausorden, andra klassen med svärd

[Redigera Wikidata]